# Dominika
Zveza Dominika (izgovori Dominíka) je karibska parlamentarna demokracija znotraj zveze Commonwealth. Dominika leži v Malih Antilih med dvema francoskima kolonijama; južno od otoka Guadeloupe in severno od Martinika. Ne smemo je zamenjati z Dominikansko republiko, ki je precej večja država v Velikih Antilih.